# دانشگاه دولتی بوگدان پتریتسکیو
دانشگاه دولتی بوگدان پتریتسکیو (به لاتین: Bogdan Petriceicu Hasdeu State University) یک دانشگاه در مولداوی است که در کاهول واقع شده‌است.